# Skerry of Eshaness
Skerry of Eshaness är en obebodd ö i Northmavine i kommunen Shetlandsöarna, Skottland. Ön är belägen 8 km från Hillswick.